# Terésios
Terésios é uma família cearense de origem portuguesa. São denominados Terésios todos os descendentes do capitão José Paes Landim e Geralda Rabelo Duarte, pioneiros na colonização do Vale do Cariri no Ceará e os fundadores do Engenho de Santa Teresa no sítio de mesmo nome, encravado nas margens do rio Salamanca, entre os atuais municípios de Missão Velha e Barbalha no Ceará.

## Origem do Nome
O historiador João Brígido, ao escrever sobre os descendentes do casal capitão José Paes Landim e Geralda Rabelo Duarte os chamou de Terésios no final do século XIX.Terésios, é o nome pelo qual se tornaram conhecidos, sendo o epíteto uma alusão ao sítio de Santa Teresa e ao engenho.

## História
O genearca capitão José Paes Landim era alagoano da antiga Vila de Alagoas do Sul, atual cidade de Marechal Deodoro, filho do casal de portugueses Alferes Simão Rodrigues de Sousa e Úrsula Paes Landim, já Geralda Rabelo Duarte era baiana de Itapicuru, filha do Capitão Domingos Duarte, português do Bispado de Viseu e de Angêla Paes Rabelo, também baiana de Itapicuru.
O casal mudou-se para a região do cariri cearense, onde adquiriu grandes extensões de terras e fundou o Engenho Santa Teresa em 1731, sendo este um dos primeiros engenhos da região. Os Terésios prosperaram na agricultura e no comércio, configurando-se como importante clã econômico, político e cultural da região.
A partir dos descendentes deste casal surgiram algumas das principais famílias do cariri cearense; Paes Landim, Jesus, Cruz Neves, Cruz, Saraiva da Cruz, Santana, Martins, Macedo, Lobo de Macedo, Dias Sobreira, Olegário, Furtado Leite, Saraiva, Vasques, Pimenta, Leite, Belém e muitos outros.
A história da família está profundamente interligada a importantes eventos históricos do nordeste brasileiro, como o fenômeno do coronelismo, o cangaço, a produção açucareira, a religiosidade  e a disputa de poder na região.

## Livro
O escritor e historiador Joaryvar Macedo, após realizar uma vasta pesquisa em livros de registros em arquivos públicos e privados, escreveu a história da família Terésios em seu monumental, A Estirpe da Santa Teresa: Subsídios para a genealogia dos Terésios: Paes Landim, Jesus, Cruz Neves, Cruz, Saraiva da Cruz, Cruz Santana, Macêdo, Lôbo de Macêdo, Dias Sobreira, Olegário e muitos. O livro foi lançado em 1976, contando a história e apresentando a frondosa árvore genealógica da família em 1.223 páginas.

## Membros
Os membros notáveis desta família em ordem alfabética incluem:
- Antônio Joaquim de Santana (Coronel Santana)[11][12][13][14]
- Antônio Martins Filho
- Ari de Sá Cavalcante
- Arnon Bezerra
- Mons. Azarias Sobreira[3]
- Camilo Santana
- Cincinato Furtado Leite[3]
- Cláudio Martins
- Cursino Belém de Figueiredo[3]
- Demócrito Rocha Dummar Neto[3]
- Denizard Macêdo
- Dimas Macedo
- Durval Aires de Menezes[3]
- Durval Aires
- Edson Olegário Santana[3]
- Fran Martins
- Cel. Felinto da Cruz Neves[15][16][17][18]
- Fernando Santana
- Generosa Amélia da Cruz
- João Raimundo de Macedo (Coronel Joca do Brejão)[19]
- João Vicente Claudino
- Joaquim Vasques Landim (Quinco Vasques)[20]
- Joaryvar Macedo
- Jorge Furtado Leite
- José Belém de Figueiredo (Coronel Belém)[3]
- José Geraldo da Cruz
- Ten. Cel. José Joaquim de Maria Lobo[21]
- José Sampaio de Macedo
- José Murilo de Carvalho Martins
- Luciana Dummar[3]
- Marconi Alencar
- Marica Macedo do Tipi, matriarca do Cariri.[22][23][24][25][26]
- Mário Sobreira de Andrade  (do Norte)[3]
- Martins d'Alvarez
- Mozart Soriano Aderaldo
- Coronel Napoleão Franco da Cruz Neves[3]
- Napoleão Tavares Neves[3]
- Narcélio Limaverde
- Nertan Macêdo
- Walter de Sá Cavalcanti
- Welington Landim

## Bibliográficas
- MACEDO, Joaryvar. A Estirpe de Santa Teresa: subsídios para a genealogia dos Terésios : Paes Landim, Jesus, Cruz Neves, Cruz, Saraiva da Cruz, Cruz Santana, Macêdo, Lôbo de Macêdo, Dias Sobreira, Olegário e muitos outros. Fortaleza. 1ª Edicao. Imprensa Universitária do Ceará. 1976. 1.223 p.
- NETO, Lira. Padre Cícero: poder, fé e guerra no sertão. Editora Companhia das Letras, 2009. (citadas páginas 203-208, 2011, 226, 234, 237-245, 266, 312, 435) ISBN 9788535915587
- ARAÚJO, Antônio Gomes de. Povoamento do Cariri. Brasil, Faculdade de Filosofia do Crato, 1973.
- ARAÚJO, Antônio Gomes de. A cidade de Frei Carlos. Brasil, Faculdade de Filosofia do Crato, 1971.
- ______.Revista da Academia Cearense de Letras. Brasil, A Academia, 1992.(citada página 113)
- MACEDO, Joaryvar. Império do bacamarte: uma abordagem sobre o coronelismo no Cariri cearense. Brasil, UFC, Casa de José de Alencar, Programas Culturais, 1990.ISBN 978-65-997081-0-7
- PERICÁS, Luiz Bernardo. Os cangaceiros: Ensaio de interpretação histórica. Brasil, Boitempo Editorial, 2015.ISBN 978-85-7559-241-0
- MELLO, Frederico Pernambucano de. Guerreiros do sol: Violência e banditismo no Nordeste do Brasil. Brasil, Cepe editora, 2023.ISBN 8589876195
- MELLO, Frederico Pernambucano de. Apagando o Lampião: Vida e morte do rei do cangaço. Brasil, Global Editora, 2019.ISBN 978-85-260-2455-7
- MACIEL, Frederico Bezerra. Lampião, seu tempo e seu reinado. Brasil, Editora Vozes, 1985.ISBN 853260781-0
- HOLLANDA, Heloísa Buarque de. Rachel Rachel. Brasil, HB, 2016.ISBN 9788584740970
- MACEDO, Dimas. Crítica imperfeita: incursões literárias, 1991-1999. Brasil, Imprensa Universitária UFC, 2001.
- ______.Uma Vida Só Não Basta. N.p., Clube de Autores, 2015.
- HOLLANDA, Heloísa Buarque de. A roupa de Rachel: um estudo sem importância. Brasil, CIEC, 1992.ISBN 978-65-86719-02-4
- ______.Cadernos de literatura brasileira. Brasil, Instituto Moreira Salles, 1997.
- MACEDO, Vicente Landim de. Marica Macêdo, A Brava Sertaneja de Aurora. Fortaleza: Petry Gráfica e Editora Ltda., 1998.
- LUNA, Luiz, and BARBALHO, Nelson. Coronel dono do mundo: síntese histórica do coronelismo no Brasil. Brasil, Livraria Editora Cátedra em convênio com o Instituto Nacional do Livro, Fundação Nacional Pró-Memória, Brasília, 1983.
- ______.Revista do Instituto do Ceará. Brasil, Instituto do Ceará, 1968. Página 150.
- SOBREIRA, Azarias, and NUNES, Silvânia Bravo Bezerra. O patriarca de Juàzeiro. Brasil, UFC, 2011.ISBN 9788572824354
- PINHEIRO, Irineu. O Joaseiro do padre Cicero e a revolução de 1914. Brasil, Irmãos Pongetti Editores, 1938.ISBN 978-85-7974-068-8